# Straż miejska (Polska)

Przykładowy wzór emblematu straży miejskiej

Straż miejska (gminna) – polskie formacje straży tworzone przez lokalne rady gmin mające na celu ochronę porządku publicznego na terenie danego miasta (gminy). Podstawą ich działania jest ustawa z dnia 29 sierpnia 1997 r. o strażach gminnych (Dz.U. z 2021 r. poz. 1763). Zgodnie art. 2 ust. 3 tej ustawy w gminach, w których organem wykonawczym jest burmistrz (lub prezydent miasta), straż funkcjonuje pod nazwą „straż miejska”, natomiast w pozostałych jako „straż gminna”. Numer alarmowy to 986 (bezpłatny).
Współczesna straż miejska powstała w Polsce w 1991 roku. Początkowo nosiła różne nazwy, np. Policja Municypalna. Po zmianie przepisów w roku 1997, zakazane zostało używanie tej nazwy. Ustawowo ujednolicone zostało ponadto umundurowanie strażników, aby obywatele nie mieli problemu z odnalezieniem patroli straży miejskiej niezależnie od miasta, w którym się znajdują. Każdy strażnik posiada czapkę z charakterystyczną żółto-czarną szachownicą. Przepisy ujednolicają także wygląd radiowozów straży gminnych. Pojazdy straży mają być koloru srebrnego z wyróżniającym pasem w postaci trójrzędnej żółto-granatowej szachownicy. Przepis dotyczy radiowozów kupionych po 1 lipca 2012.
Według danych z 2018 r. w Polsce funkcjonowało 488 jednostek straży miejskich i gminnych, z czego najwięcej (55) w województwie zachodniopomorskim

## Zadania
Straż miejska (gminna) ma na celu przede wszystkim ochronę spokoju i porządku w miejscach publicznych, a także ochronę obiektów komunalnych i urządzeń użyteczności publicznej. Ma też czuwać nad porządkiem i kontrolować ruch drogowy (w zakresie określonym w przepisach o ruchu drogowym, o wiele mniejszym niż policja). Współdziała z właściwymi podmiotami w zakresie ratowania życia i zdrowia obywateli, pomocy w usuwaniu awarii technicznych i skutków klęsk żywiołowych i innych miejscowych zagrożeń. Do momentu przybycia właściwych służb, zabezpiecza miejsca przestępstwa, katastrofy lub innego podobnego zdarzenia – albo miejsc zagrożonych takim zdarzeniem – przed dostępem osób postronnych lub zniszczeniem śladów i dowodów, a także ustala wstępnie świadków zdarzenia. Często współdziała z organizatorami i innymi służbami w ochronie porządku podczas zgromadzeń i imprez publicznych. Doprowadza osoby nietrzeźwe do izby wytrzeźwień lub miejsca ich zamieszkania, jeżeli osoby te zachowaniem swoim dają powód do zgorszenia w miejscu publicznym, znajdują się w okolicznościach zagrażających zdrowiu albo życiu ich lub innych osób.
Straż miejska (gminna) informuje społeczność lokalną o stanie i rodzajach zagrożeń, a także inicjuje i uczestniczy w działaniach mających na celu zapobieganie popełnianiu przestępstw, wykroczeń i zjawiskom kryminogennym i współdziała w tym zakresie z organami państwowymi, samorządowymi i organizacjami społecznymi.
Poza tym konwojuje dokumenty, przedmioty wartościowe lub wartości pieniężne dla potrzeb gminy.

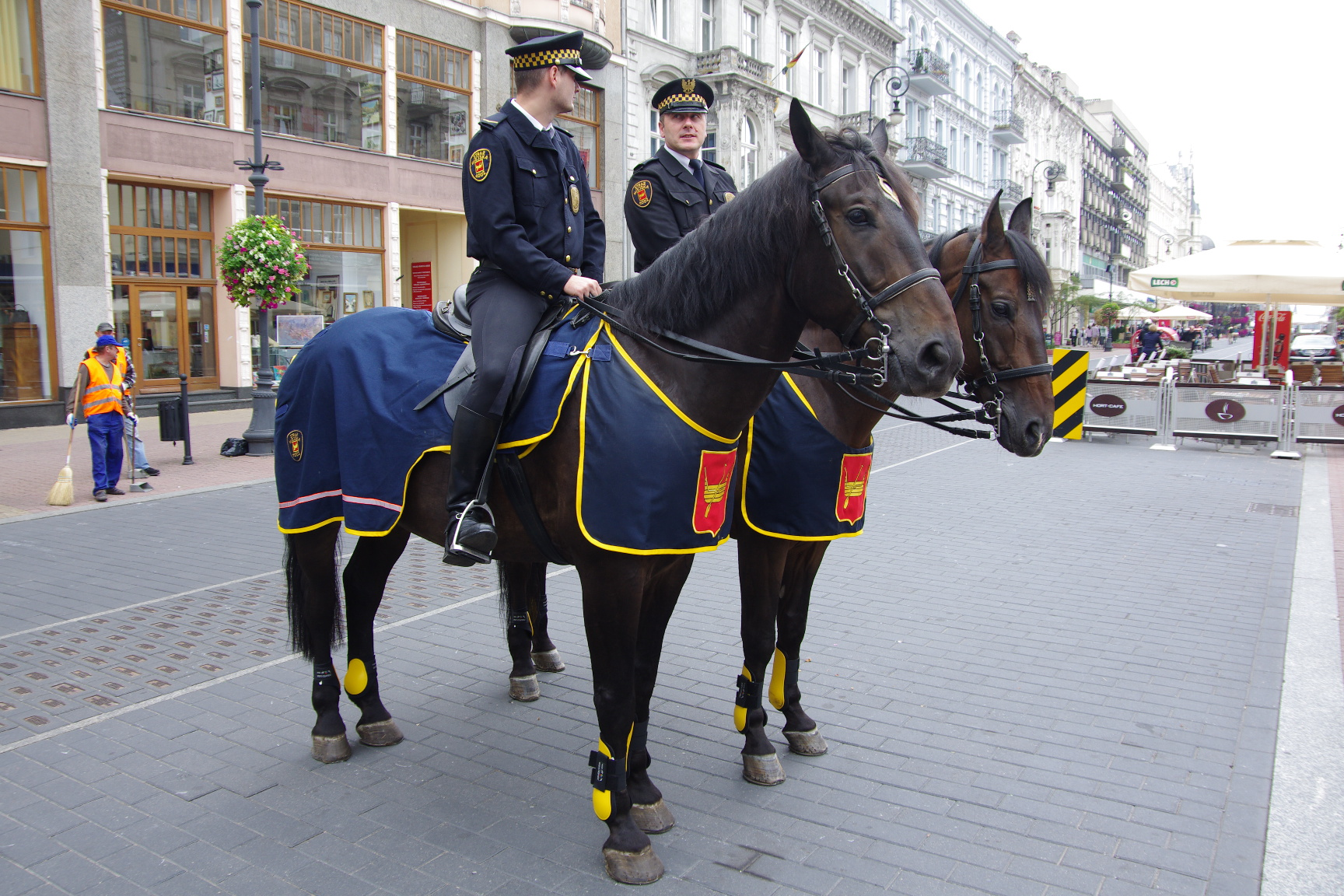
Sekcja konna Straży Miejskiej w Łodzi (2011)
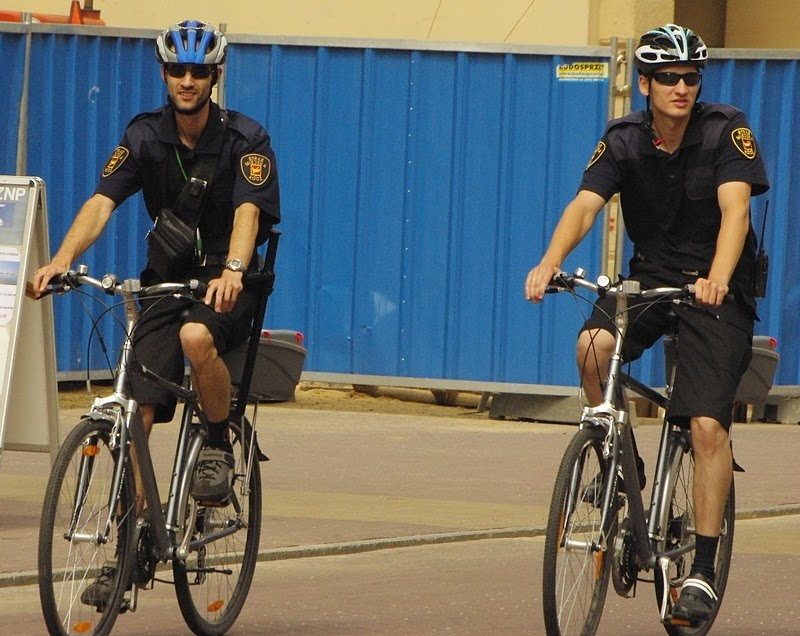
Sekcja rowerowa Straży Miejskiej w Łodzi
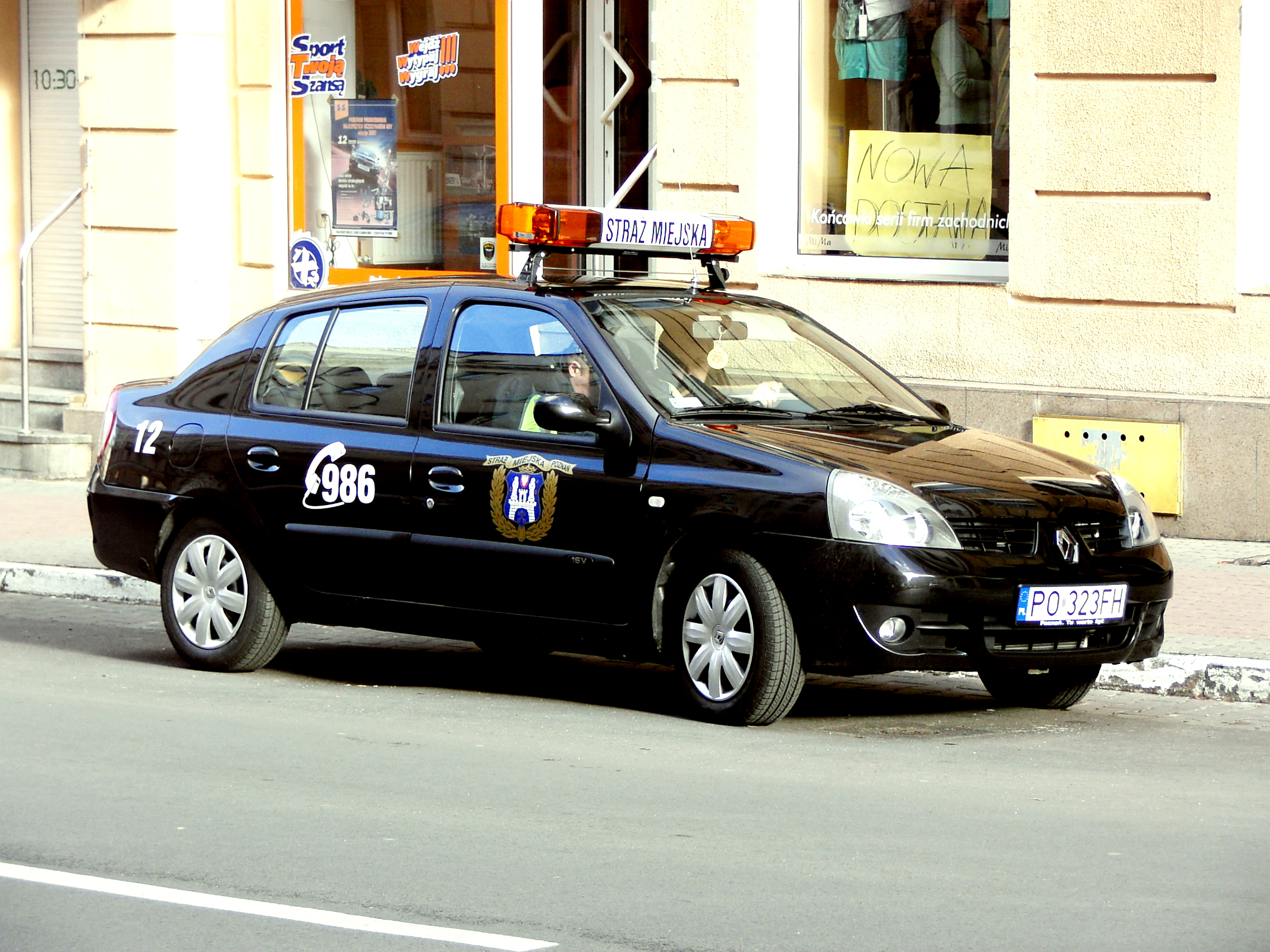
Radiowóz Straży Miejskiej w Poznaniu (2007)
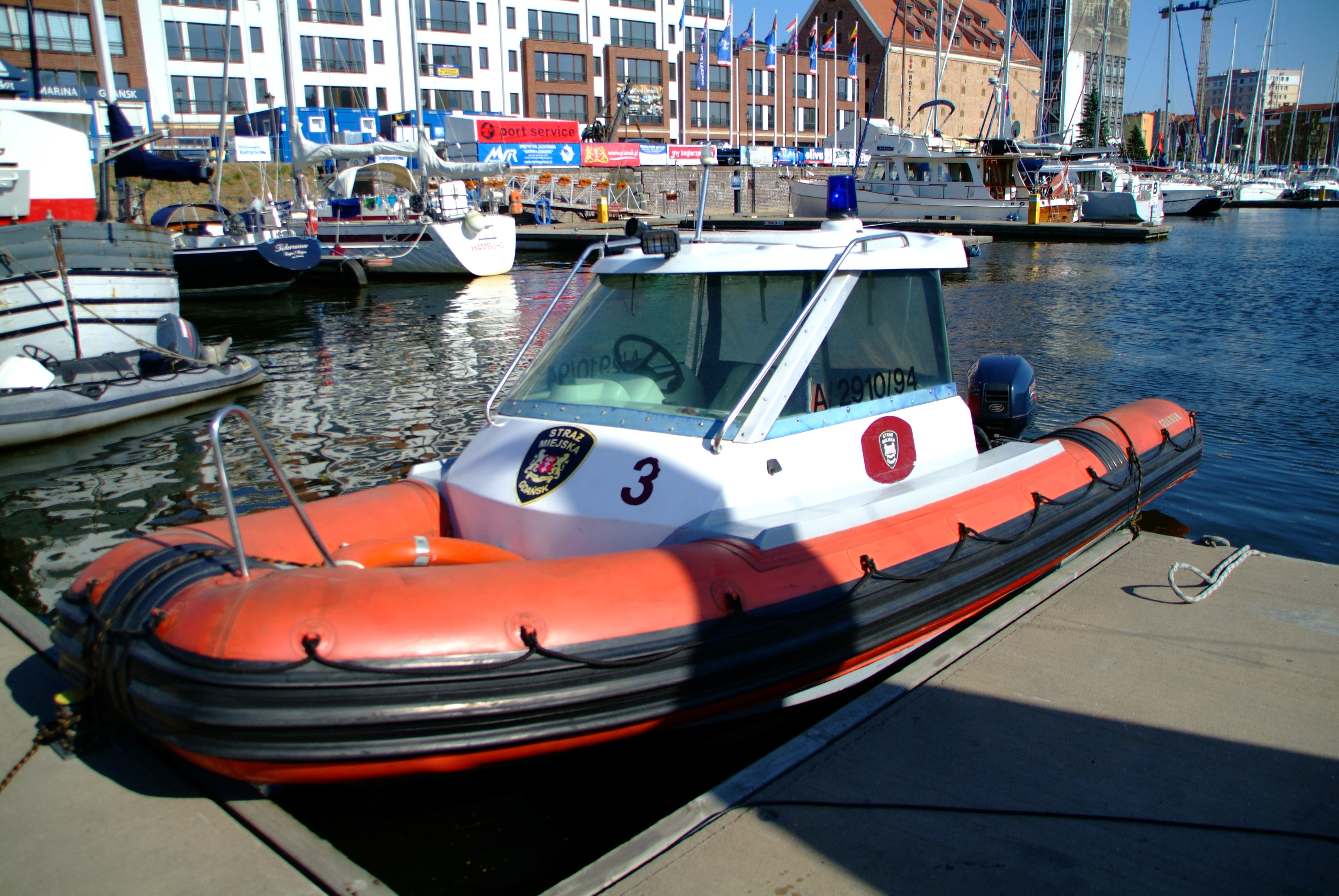
Sekcja wodna Straży Miejskiej w Gdańsku (2010)
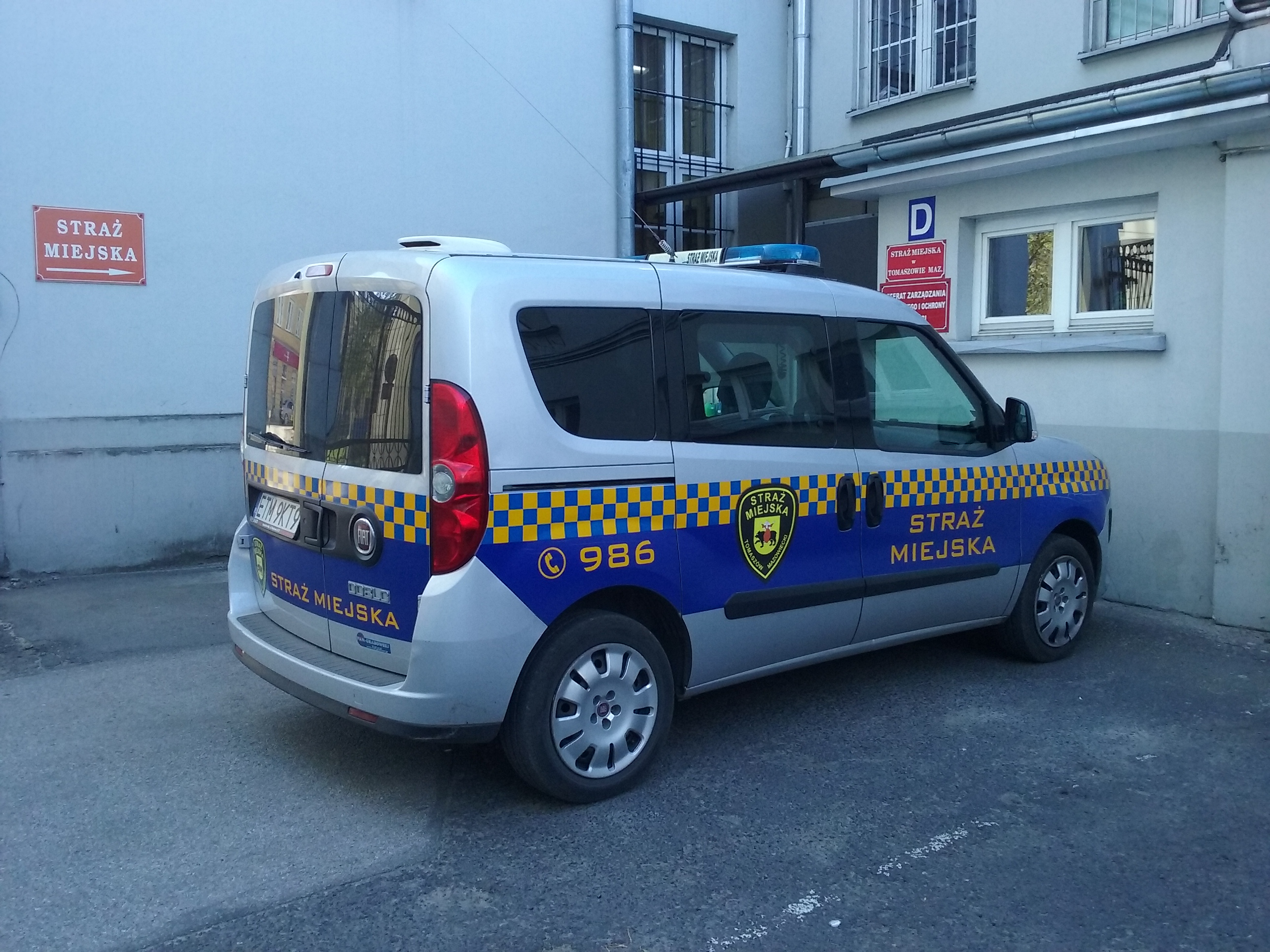
Radiowóz Straży Miejskiej w Tomaszowie Mazowieckim (2019)
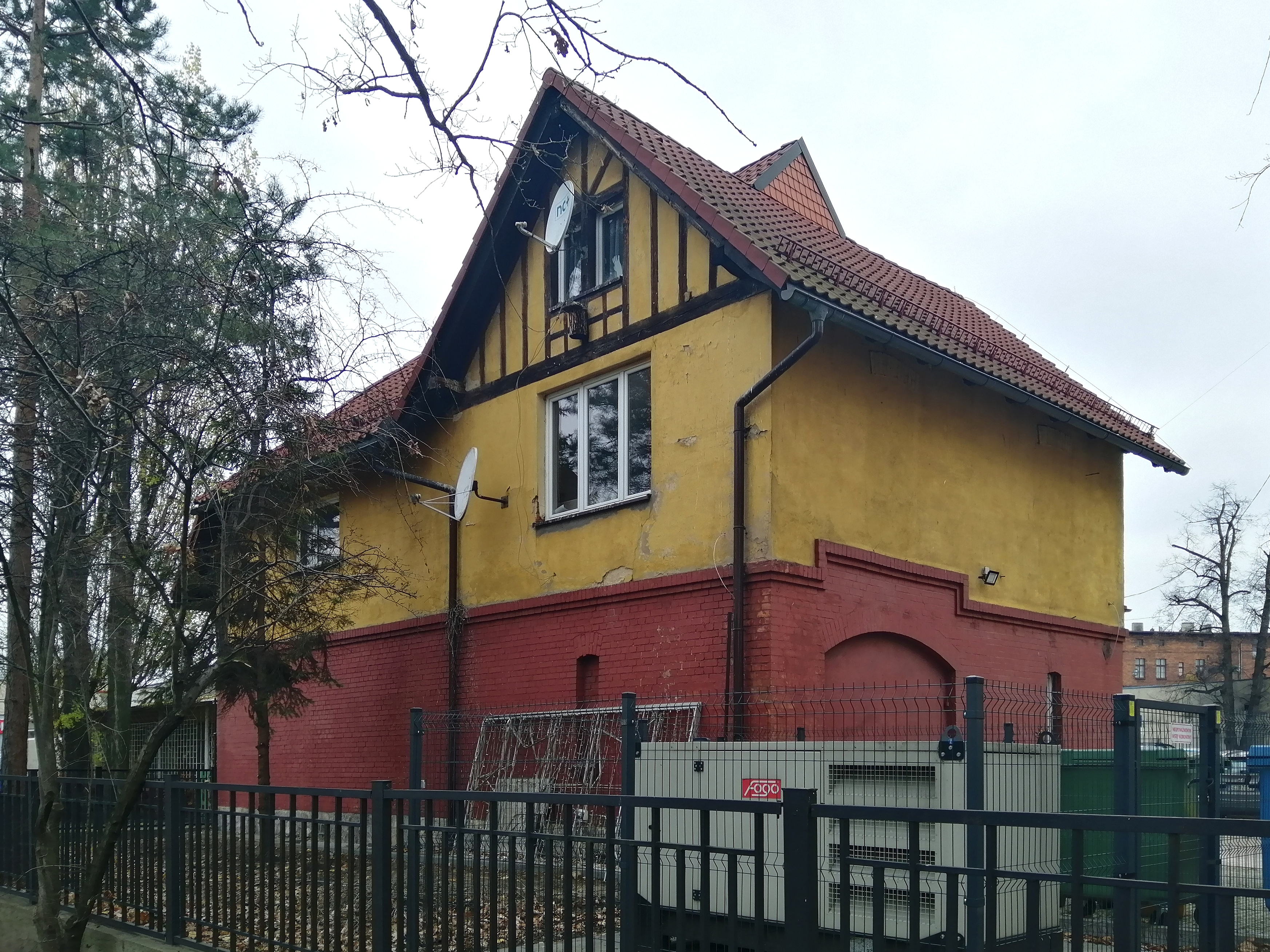
Siedziba Straży Miejskiej w Tarnowskich Górach (2021)
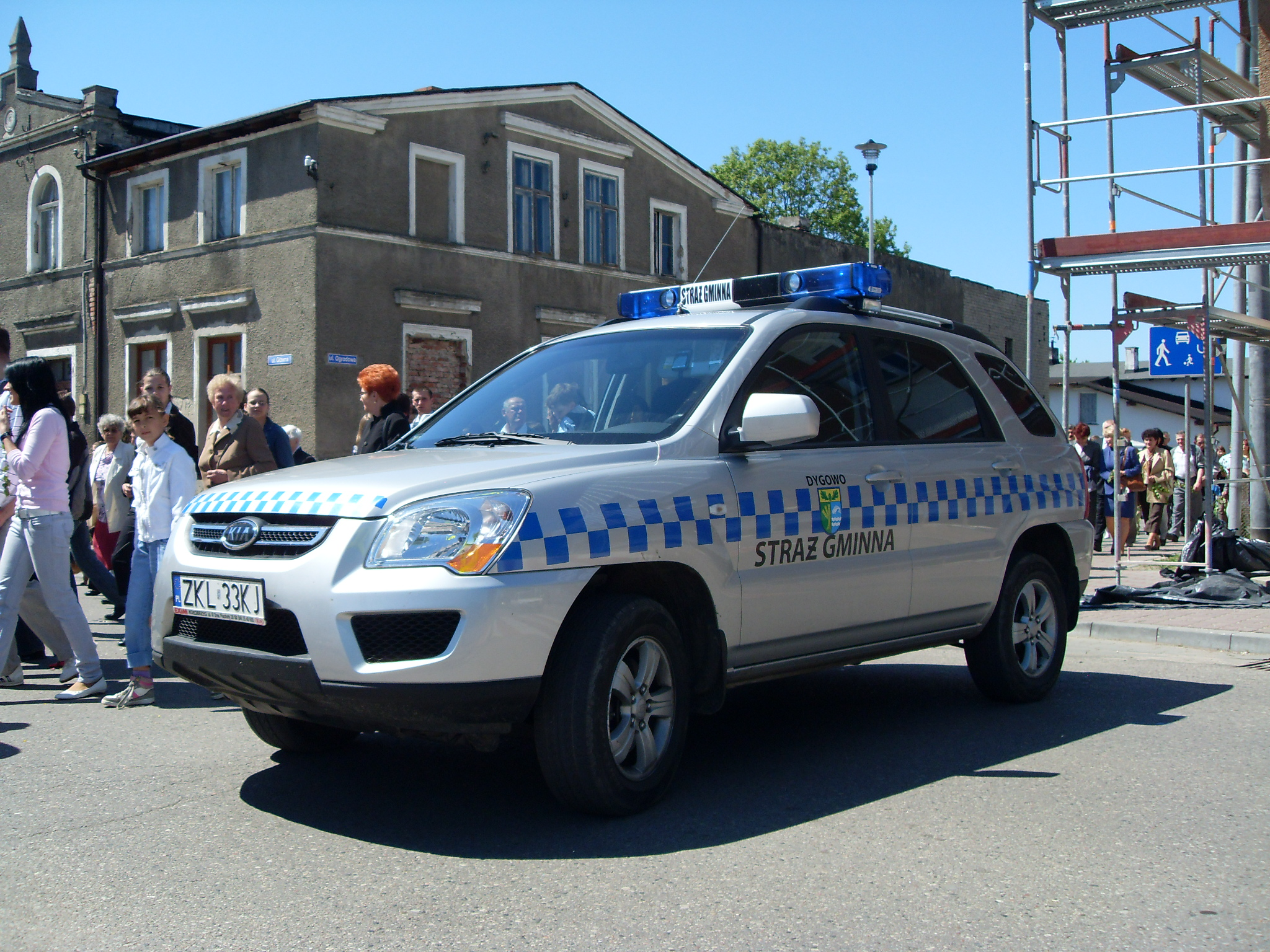
Radiowóz Straży Gminnej w Dygowie (2010)

## Uprawnienia
- udzielanie pouczeń,

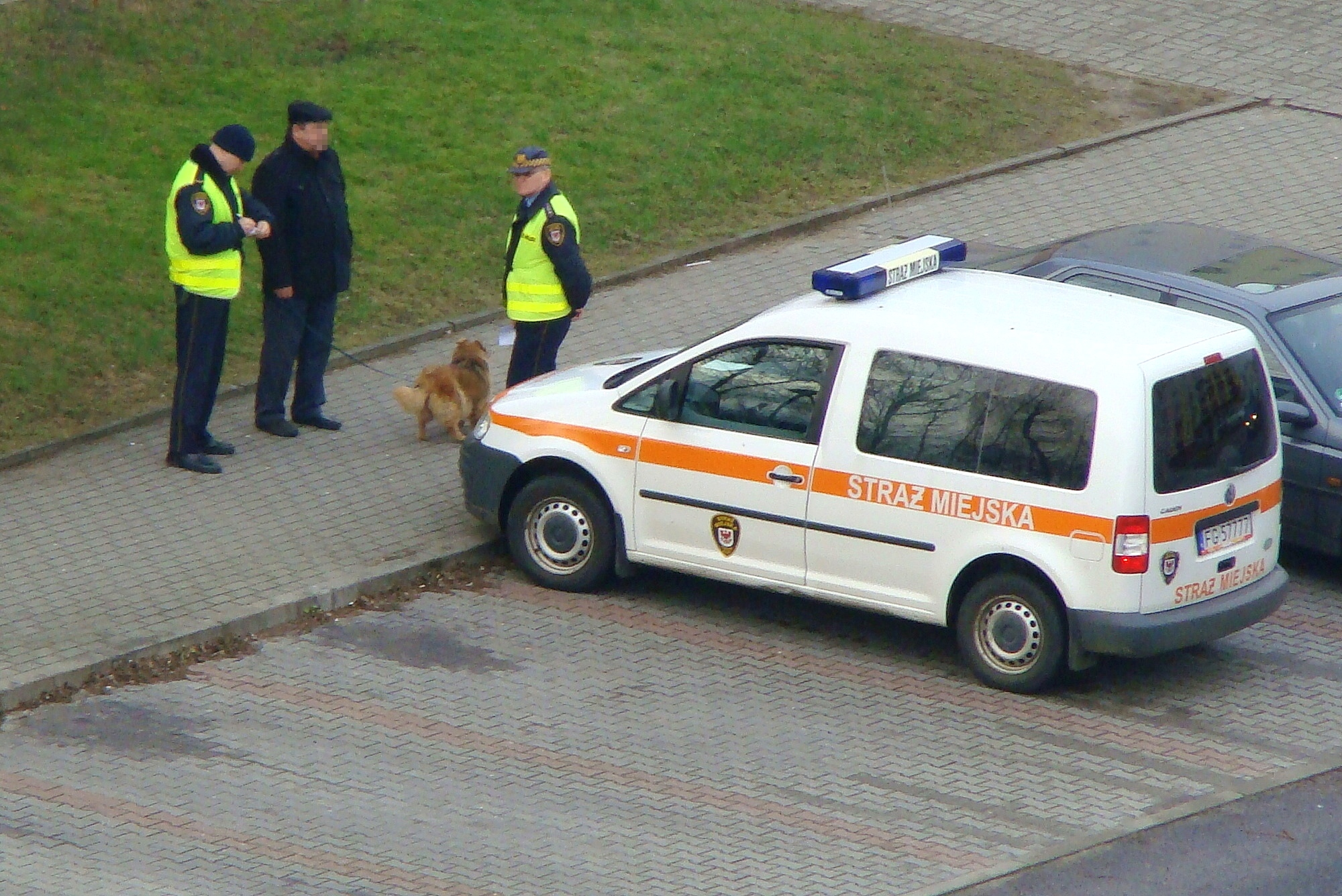
Straż miejska podczas interwencji

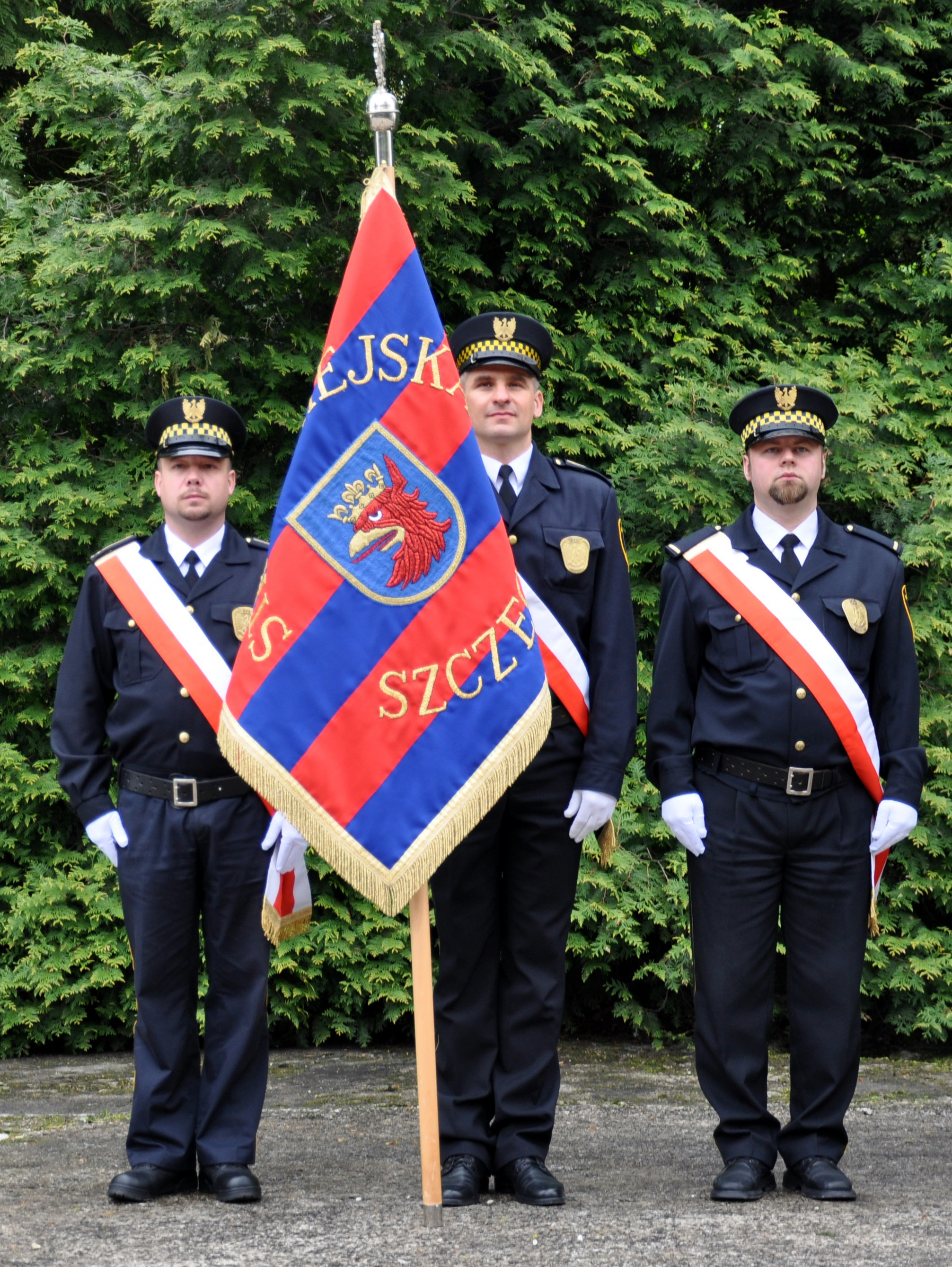
Sztandar Straży Miejskiej w Szczecinie

- legitymowanie osób w uzasadnionych przypadkach w celu ustalenia ich tożsamości,
- ujęcie osób stwarzających w sposób oczywisty bezpośrednie zagrożenie dla życia lub zdrowia ludzkiego, a także dla mienia i niezwłocznego doprowadzenia do najbliższej jednostki Policji,
- nakładanie grzywien w postępowaniu mandatowym za wykroczenia określone w trybie przewidzianym przepisami o postępowaniu w sprawach o wykroczenia,
- dokonywanie czynności wyjaśniających, kierowanie wniosków o ukaranie do sądu, oskarżanie przed sądem i wnoszenie środków odwoławczych – w trybie i zakresie określonymi w Kodeksie postępowania w sprawach o wykroczenia,
- usuwanie pojazdów i ich unieruchamianie przez blokowanie kół w przypadkach, zakresie i trybie określonymi w przepisach o ruchu drogowym,
- wydawanie poleceń,
- żądanie niezbędnej pomocy od instytucji państwowych i samorządowych,
- zwracanie się, w nagłych przypadkach, o pomoc do jednostek gospodarczych, prowadzących działalność w zakresie użyteczności publicznej oraz organizacji społecznych, jak również do każdej osoby o udzielenie doraźnej pomocy na zasadach określonych w ustawie o Policji,
- obserwowanie i rejestrowanie przy użyciu środków technicznych obrazu zdarzeń w miejscach publicznych,
- możliwość dokonania kontroli osobistej oraz przeglądania zawartości bagażu podręcznego osób w stosunku, co do których zachodzi podejrzenie popełnienia przez nie czynu zabronionego.

## Kontrowersje i likwidacje
Do 2016 roku łącznie 14 polskich miast zlikwidowało straż miejską (m.in. Chrzanów, Międzyrzec Podlaski, Trzebinia, Szczyrk, Zakroczym, Żory, Stalowa Wola, Jarocin, Szydłowiec). Podstawowym zarzutem jest dublowanie zadań Policji.

## Stanowiska
| Aplikant                   | Młodszy Strażnik | Strażnik            | Starszy Strażnik |
|                            |                  |                     |                  |
| Młodszy specjalista        | Specjalista      | Starszy specjalista |                  |
|                            |                  |                     |                  |
| Młodszy inspektor          | Inspektor        | Starszy inspektor   |                  |
|                            |                  |                     |                  |
| Zastępca kierownika        | Kierownik        | Zastępca naczelnika | Naczelnik        |
|                            |                  |                     |                  |
| Zastępca komendanta Straży | Komendant Straży |                     |                  |

Ustawą z dnia 22 maja 2009 r. o zmianie ustawy o strażach gminnych, ustawy o Policji i ustawy, Prawo o ruchu drogowym (Dz.U. z 2009 r. nr 97, poz. 803), dodano cztery nowe stanowiska: młodszego specjalisty, specjalisty, starszego specjalisty i zastępcy kierownika. Ponadto dokonano zmian nazw stanowisk (z zastępca naczelnika oddziału, wydziału na Zastępca naczelnika i z Naczelnik oddziału, wydziału na Naczelnik).